# Pierre Véry
Pierre Véry (Bellon, 17 november 1900 - Parijs, 12 oktober 1960). is een Franse schrijver en scenarist. Hij specialiseerde zich in het schrijven van politieromans en filmscenario's. Hij schreef ook enkele fantastische romans en jeugdliteratuur.  

## Biografie

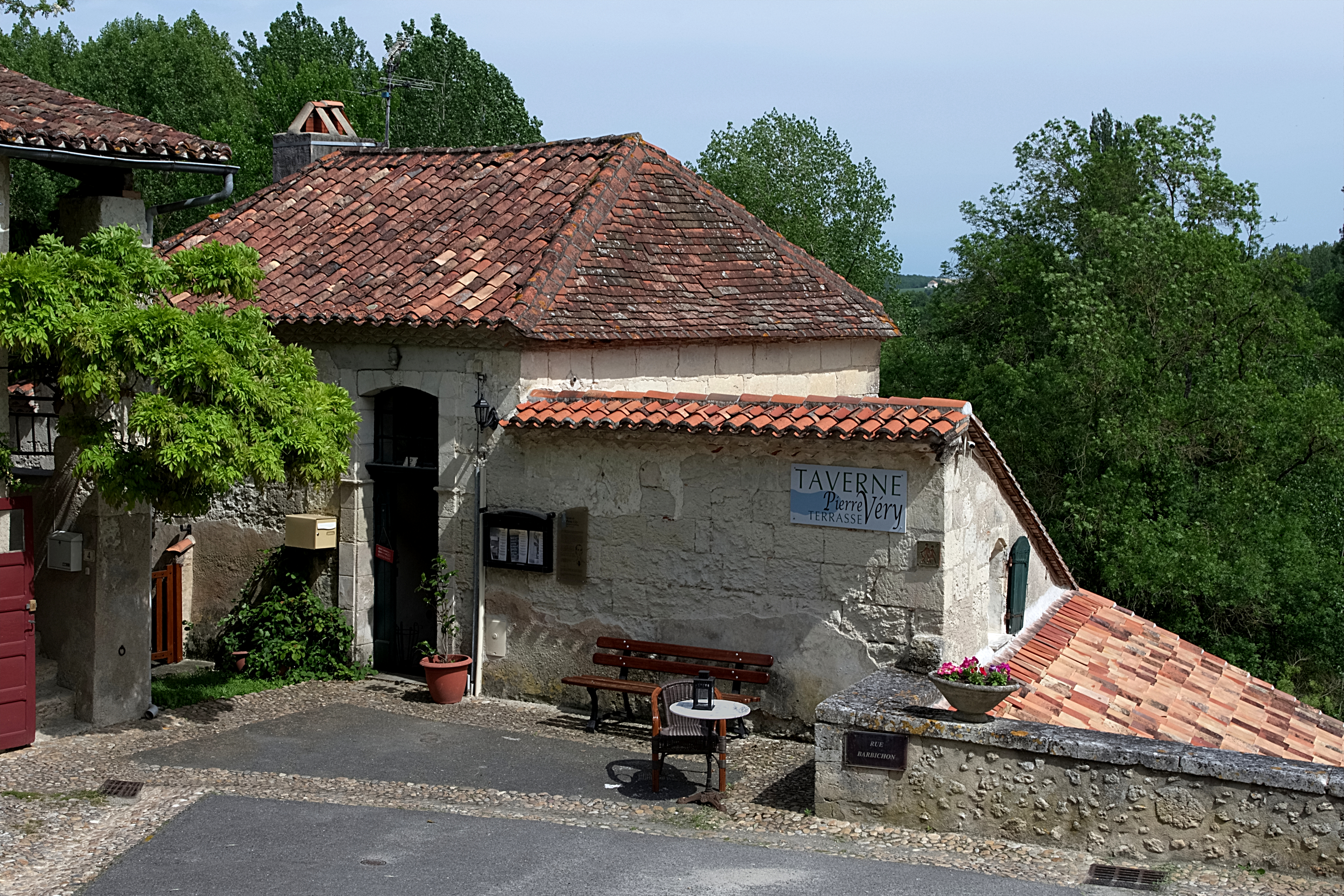

In 1913, het jaar waarin zijn moeder overleed, werd Véry op internaat gestuurd. In die tijd werden de eerste kiemen gekweekt voor de inhoud van Les Disparus de Saint-Agil en Les Anciens de Saint-Loup, twee van zijn romans. 
In 1930 werd de allereerste Prix du Roman d'Aventures aan hem toegekend voor zijn tweede boek, de politieroman Le Testament de Basil Crookes. Hij speelde nog een tijd met het idee een 'ernstig' auteur te worden maar in 1934 besloot toch hij te kiezen voor de politieroman. Hij schiep een nieuw personage, Prosper Lepicq, een advocaat die in zijn vrije tijd detective speelde en die een zevental onderzoeken voerde in evenveel politieromans. Véry ontwikkelde geleidelijk zijn eigen stijl, hij wou zijn verhalen een humoristische en een fantastische toets geven, voor hem vormden ze romans de mystère. Een van die romans, Le Gentleman des Antipodes (1936), was bijzonder succesvol.
In 1938 maakte het grote publiek kennis met hem via Les Disparus de Saint-Agil, de verfilming door Christian-Jaque van zijn drie jaar eerder verschenen roman Les Disparus de Saint-Agil. Dit grote succes betekende voor Véry het startschot voor een drukke parallelle carrière als scenarist in de filmwereld. Hij zag negen van zijn romans verfilmd worden. Van vijf verfilmingen nam hij het scenario voor zijn rekening, de andere scenario's werden onder meer door Charles Spaak en Marcel Aymé geschreven. L'Assassinat du père Noël (1941), L'assassin a peur la nuit (1942) en Goupi-Mains rouges (1943) zijn evenveel klassiekers van de Franse cinema geworden. Véry verzorgde ook het scenario van films die niet op zijn werk gebaseerd waren. Zo werkte hij meerdere keren samen met Christian-Jaque, Yves Ciampi, Georges Lampin en Jean-Paul Le Chanois.
Pierre Véry overleed plotseling aan een hartaanval in 1960. Hij was bijna zestig jaar.

### Romans

#### SerieProsper Lepicq
- Meurtre Quai des Orfèvres (1934)
- Monsieur Marcel des pompes funèbres (1934)
- L'Assassinat du père Noël (1934)
- Le Réglo (1934)
- Les Disparus de Saint-Agil (1935)
- Le Gentleman des antipodes (1936)
- Le Thé des vieilles dames (1937)

#### SerieGoupi-Mains rouges
- Goupi-Mains rouges (1937)
- Goupi-Mains rouges à Paris (1948)

#### Andere politieromans
- Le Testament de Basil Crookes (1930)
- Le Baron Gaude, détective (1933)
- Clavier universel (1933)
- Le Meneur de jeu (1934)
- Les Quatre Vipères (1934)
- Les Trois Claude (1936)
- Mam'zelle Bécot (1937)
- Monsieur Malbrough est mort (1937)
- L'Inspecteur Max (1937)
- Série de sept (1938)
- Madame et le mort (1940)
- Mort depuis 100 000 ans (1941)
- L'assassin a peur la nuit (1942)
- L'Inconnue du terrain vague (1943)
- Histoire de brigands (1943)
- Les Anciens de Saint-Loup (1944)
- Léonard ou les Délices du bouquiniste (1946)
- Le Costume des dimanches (1948)
- La Route de Zanzibar (1949)
- Un grand patron (1951)
- Le Guérisseur (1954)

#### Andere romans
- Pont-Égaré (1929)
- Danse à l’ombre (1931)
- Les Métamorphoses (1931)
- Le Pays sans étoiles (1945) (fantastisch verhaal)
- Au royaume des feignants (1946) (sciencefiction)
- La Révolte des Pères Noël (1959) (politieke fictie)

### Kinder- en jeugdboeken
- Signé : Alouette (1960)
- Les Héritiers d'Avril (1960)

## Filmografie

### Scenarist
- 1941 : L'Enfer des anges
- 1942 : Pension Jonas
- 1942 : Mélodie pour toi
- 1943 : Goupi Mains Rouges (Jacques Becker)
- 1946 : Le Pays sans étoiles (Georges Lacombe)
- 1946 : Martin Roumagnac (Georges Lacombes)
- 1948 : La Chartreuse de Parme (Christian-Jaque)
- 1948 : Le Carrefour des passions
- 1949 : Suzanne et ses brigands (Yves Ciampi)
- 1949 : Le Paradis des pilotes perdus (Georges Lampin)
- 1949 : Singoalla (Christian-Jaque)
- 1950 : Les Anciens de Saint-Loup (Georges Lampin)
- 1950 : Souvenirs perdus (Christian-Jaque)
- 1951 : Un grand patron (Yves Ciampi)
- 1953 : L'Esclave (Yves Ciampi)
- 1953 : Le Guérisseur (Yves Ciampi)
- 1954 : Papa, maman, la bonne et moi (Jean-Paul Le Chanois)
- 1955 : Papa, maman, ma femme et moi (Jean-Paul Le Chanois)
- 1957 : Mademoiselle Strip-tease
- 1958 : Échec au porteur (Gilles Grangier)
- 1958 : Sans famille
- 1961 : Par-dessus le mur (Jean-Paul Le Chanois)

### Verfilmingen van zijn werken
- 1938 : Les Disparus de Saint-Agil (Christian-Jaque)
- 1941 : L'Assassinat du père Noël (Christian-Jaque)
- 1942 : L'assassin a peur la nuit (Jean Delannoy)
- 1943 : Goupi Mains Rouges (Jacques Becker)
- 1943 : Madame et le Mort (Louis Daquin)
- 1946 : Le Pays sans étoiles (Georges Lacombe)
- 1950 : Les Anciens de Saint-Loup (Georges Lampin)
- 1951 : Un grand patron (Yves Ciampi)
- 1953 : Le Guérisseur  (Yves Ciampi)

- Bibsys: 90287918
- Biblioteca Nacional de España: XX958783
- Bibliothèque nationale de France: cb119280873 (data)
- Catàleg d'autoritats de noms i títols de Catalunya: 981058524845206706
- CiNii: DA01923046
- Gemeinsame Normdatei: 132546922
- International Standard Name Identifier: 0000 0000 8366 4064
- Library of Congress Control Number: n93052656
- Bibliotheek van het Japanse parlement: 00459709
- Nationale Bibliotheek van Tsjechië: mub20191048536
- Nationale bibliotheek van Australië: 35685893
- Nationale Bibliotheek van Israël: 987007366399605171
- Nederlandse Thesaurus van Auteursnamen: 072720190
- LIBRIS: 253854
- SNAC: w6k526x5
- Système universitaire de documentation: 027182606
- Trove: 1042256
- Virtual International Authority File: 27072709
- WorldCat: E39PBJcGgCKpgC6qYHF9V9F3Qq